# Елдін Адилович
Елдін Адилович (босн. Eldin Adilović; нар. 8 лютого 1986, Зениця, СФР Югославія) — боснійський футболіст, нападник.

## Клубна кар'єра
Професійну кар'єру розпочав 2005 року в команді Прем'єр-ліги «Челік» (Зениця), де виступав протягом двох років та зіграв у 25-ти матчах та відзначився 3-ма голами. У 2007 році поїхав до Словенії і нетривалий період часу виступав за одну з команд Першої ліги «Інтерблок», де відзначився 8-ма голами у 15 матчах і виграв чемпіонат Словенії. Після «Інтерблоку» відправився в оренду до «Іванчни» (Гориця), де пробув один сезон і не отримав особливих шансів стати основним гравцем, а в сезоні 2008/09 років підписав контракт з іншою словенською командою «Нафта». Відзначився 1-м голом у 24-ти матчах за вище вказаний клуб, після чого на один сезон перейшов до «Муганя» з Першої ліги Азербайджану. У 2010 році поїхав до Угорщини, де підписав контракт з «Дьєром» з вищого дивізіону. Провів у команді півсезону, але грав нерегулярно. У сезоні 2010/11 років повернувся до «Челіка» (Зениця). У 2011 році перейшов у «Желєзнічар», де за два сезони відзначився 33-ма голами в 56-ти матчах. Двічі виграв Прем'єр-лігу Боснію і Герцеговини та один раз Кубок Боснії і Герцеговини, став найкращим бомбардиром Прем'єр-ліги Боснії і Герцоговини 2011/12. З 9 січня 2011 року проходив перегляд у клубі польської Екстракласи — «Корона» (Кельце). На початку сезону 2013/14 років перейшов до клубу Першої ліги «Самсунспор», таким чином вперше виступав у другому дивізіоні турецького чемпіонату. 14 вересня 2013 року він провів свій перший матч проти «Денізліспора», а першим голом відзначився 3 листопада 2013 року з пенальті в поєдинку проти «Буджаспора». З результатом 16 голів у 30 матчах у своєму першому сезоні в «Самсунспорі» футболіст став трансферною ціллю «Бурсаспора», «Генчлербірлігі» та «Кайзерслаутерна». Зіграв за клуб 39 матчів, після чого під час зимової перерви сезону 2014/15 років перейшов у «Шанлиурфаспор», а 23 січня 2015 року зіграв свій перший матч проти «Кайсеріспора». З гравцем, який за півсезону відзначився 3-ма голами у 18 матчах, розірвали контракт по завершенні сезону через недисциплінованість і порушення командної злагодженості. У серпні 2015 року підписав 1-річний контракт з «Кайсері Ерджіясспор». Відзначився 4-ма голами в 16-ти матчах чемпіонату.
Футболіст, який не підписав контракт з командою в першій половині сезону 2016/17 років, подав до суду на «Самсунспор» через несплату дебіторської заборгованості, через що на клуб наклали заборону реєстрацію нових футболістів, але він перепідписав угодоу за невелику плату за умови, що він відкличе свою справу. Гравець, який зіграв перший матч свого другого перебування в «Самсунспорі», замінив Мурата Гюрбюзерола на 87-й хвилині поєдинку проти «Болуспора», зіграв ще в двох матчах того ж сезону та завершив кар'єру гравця наприкінці сезону. У лютому 2018 року знову подав до суду на «Самсунспор» через дебіторську заборгованість у розмірі 500 000 турецьких лір. Завдяки високому зросту та домінуванню у грі головою, він також був відомий як «Вежа» в командах, за які грав протягом своєї кар’єри.

## Кар'єра в збірній
Зграв свій перший матч у складі молодіжної збірної Боснії та Герцеговини в 2007 році, за яку в 4 матчах відзначився 4-ма голами. Після цієї гри футболіст отримав виклик до національної збірної Боснії та Герцеговини. 15 грудня 2007 року вперше одягнув футболку національної команди на матч проти Польщі, в якій не зміг відзначитися голом. Після матчу 2007 року знову потрапив до заявки на матчі 2010 року, знову проти Польщі, але відзначитися голом йому також не вдалося. Після цього до складу збірної не викликався.

## Статистика виступів

### У збірній
| №  | Дата           | Матчі   | Господар | vs | Гості                | Рахунок | Грав   | Примітки                                           |
| -- | -------------- | ------- | -------- | -- | -------------------- | ------- | ------ | -------------------------------------------------- |
| 1. | 15 грудня 2007 | Хожув   | Польща   | -  | Боснія і Герцеговина | 1:0     | до 73' | товариський матч, замінений на Володимира Каралича |
| 2. | 10 грудня 2010 | Анталія | Польща   | -  | Боснія і Герцеговина | 2:2     | з 46'  | товариський матч, замінив Адіна Джафича            |

## Досягнення

### Як гравця
«Желєзнічар»
- Прем'єр-ліга Боснії і Герцеговини
  -  Чемпіон (2): 2011/12, 2012/13
- Кубок Боснії і Герцеговини
  -  Володар (1): 2011/12

### Індивідуальні
- Найкращий бомбардир Прем'єр-ліги Боснії і Герцеговини: 2011/12